# Shabbir Banoobhai
Shabbir Banoobhai  (* 23. Oktober 1949 in Durban) ist ein  südafrikanischer Dichter.

## Leben
Nach Abschluss seiner Schulausbildung begann Banoobhai zunächst am Springfield College zu studieren, um später Lehrer zu werden. 1970 wurde er zum Präsidenten der studentischen Vertretung gewählt und wurde Redakteur der Hochschulzeitung Aspect, die mehrere Male wegen scharfer Kritik am Apartheid-Regime verboten wurde.
Am College traf er Fatima Meer. Als sie Banoobhais dichterisches Talent erkannte, machte sie ihn mit dem Dichter Douglas Livingstone bekannt.
Banoobhai beendete das College mit einem Abschluss als Bachelor als Handelskaufmann. Nach einer kurzen Phase als Lehrer begann er schließlich als Buchhalter zu arbeiten.
Mit seinem dichterischen Werk versucht Banoobhai nach eigener Aussage, Ideen einer menschlicheren Gesellschaft zu propagieren, einer Gesellschaft, die nicht nur alle ihre Mitglieder als Menschen respektiert, sondern sie auch als spirituelle und im Kern göttliche Wesen begreift.

## Werke
Gedichte
- echoes of my other self (1980)
- shadows of a sun darkened land (1984)
- inward moon - outward sun (2002)

Weitere Werke
- Wisdom in a Jug: Reflections of Love (1999)

| Personendaten    | Personendaten            |
| ---------------- | ------------------------ |
| NAME             | Banoobhai, Shabbir       |
| KURZBESCHREIBUNG | südafrikanischer Dichter |
| GEBURTSDATUM     | 23. Oktober 1949         |
| GEBURTSORT       | Durban                   |